# (1583) Antilochus
(1583) Antilochus  ist ein Asteroid aus der Gruppe der Trojaner, der am 19. September 1950 von Sylvain Julien Victor Arend entdeckt wurde. Man bezeichnet damit Asteroiden, die auf den Lagrange-Punkten auf der Bahn des Jupiter um die Sonne laufen.
Benannt wurde der Asteroid nach der legendären Figur Antilochos des Trojanischen Krieges.